# Jan Kanty Noryśkiewicz
Jan Kanty Noryśkiewicz (ur. 16 października 1876 r. w Walentynowie, zm. 15 grudnia 1961 r. w Poznaniu) – polski duchowny rzymskokatolicki, doktor teologii, kanonik kapituły metropolitalnej w Poznaniu, katecheta, działacz narodowy, urzędnik państwowy i kościelny, społecznik.

## Życiorys

### Młodość i edukacja
Urodził się w Walentynowie na Krajnie jako syn nauczyciela ludowego Andrzeja i Wiktorii z Witkowskich. Został ochrzczony w kościele parafialnym w pobliskiej Łobżenicy imieniem Jan Kanty (łac. Joannes Cantius). Gdy jego ojciec przeszedł na emeryturę, rodzina wróciła do Złotowa, skąd wywodzili się Noryśkiewiczowie.
Uczył się w Królewskim Katolickim Gimnazjum w Chojnicach, gdzie w ostatniej klasie był stypendystą Towarzystwa Pomocy Naukowej dla Prus Zachodnich. W czasie nauki w gimnazjum należał do patriotycznej organizacji filomackiej „Mickiewicz” (1894–1897) (inni autorzy podają: Towarzystwo Tomasza Zana). Uzyskawszy oceny w większości bardzo dobre i – rzadziej – dobre, 17 marca 1897 r. zdał maturę.
Po maturze rozpoczął studia teologiczne w Poznaniu, które następnie kontynuował w Gnieźnie (1897–1901). Z rąk biskupa pomocniczego poznańskiego Edwarda Likowskiego dnia 9 października 1898 r. uzyskał niższe świecenia kapłańskie, a 30 kwietnia 1899 – święcenia subdiakonatu. Wyższe święcenia otrzymał 19 marca 1901 r. z rąk biskupa pomocniczego gnieźnieńskiego Antoniego Andrzejewicza.
Edukację kontynuował następnie na Uniwersytecie w Münsterze, gdzie w latach 1901–1904 odbywał specjalistyczne studia teologiczne pod kierunkiem moralisty Josepha Mausbacha. W oparciu o rozprawę pt. Melanchthons ethische Prinzipienlehre und ihr Verhältnis zur Moral der Scholastik (Zasady etyczne Melanchtona i ich związek z moralnością scholastyczną) uzyskał tytuł doktora teologii. Jego promotorem był Winand Fell. W Münsterze złozył też egzamin państwowy na nauczyciela języków starożytnych.

### Do 1920
Po powrocie do Wielkopolski przez 12 lat (od 1 stycznia 1904 r.) pracował w gimnazjum w Śremie na stanowisku starszego nauczyciela (niem. Oberlehrer), ucząc religii i łaciny. Kolejno w randze profesora gimnazjalnego był nauczycielem w Gimnazjum Fryderyka Wilhelma w Poznaniu (1915–1918). Po udanym powstaniu wielkopolskim uczestniczył w reorganizacji tej placówki w duchu polskim. Brał też udział w analogicznych pracach w Gimnazjum im. św. Marii Magdaleny, w którym uczył od 1 kwietnia 1919 do 15 stycznia 1920 r. Miał opinię erudyty, uchodził za pedagoga utalentowanego, jednak wymagającego w stosunku do uczniów.
W okresie kształtowania się nowych granic państwowych aktywnie działał na rzecz przyłączenia powiatu złotowskiego do Polski. Osobiście interweniował u władz zarówno w Poznaniu (Naczelna Rada Ludowa, Mieszana Komisja Graniczna), jak i w Warszawie. W 1920 roku był członkiem delegacji Powiatowej Rady Ludowej (PRL) w Złotowie, która usiłowała wymóc na Ministrze Spraw Zagranicznych podjęcie pertraktacji z rządem niemieckim odnośnie wymiany zachodniej części powiatu złotowskiego na odpowiednie terytorium polskie zamieszkane przez ludność niemiecką. Przekazał też protest PRL na ręce posła Kazimierza Brownsforda, z którego inicjatywy Sejm przyjął następnie rezolucję wzywającą rząd do podjęcia działań na rzecz przyłączenia Złotowszczyzny do Polski. Pomagał złotowskim działaczom zabiegającym o korektę granic w dotarciu do przedstawicieli stosownych władz polskich. Utrzymywał z nimi kontakt także po ustaleniu się granicy polsko-niemieckiej pozostawiającej Złotów poza Rzecząpospolitą. W latach 20. jeździł do społeczności polskiej w Niemczech z posługą duszpasterską.

### W odrodzonej Polsce
W latach 1919–1921 był rezydentem parafii św. Marcina w Poznaniu. Jednocześnie rozpoczął pracę w administracji publicznej. Był decernentem do spraw katolickich w Sekcji Wyznań Religijnych w Departamencie Wyznań Religijnych i Oświecenia Publicznego działającym w Ministerstwie byłej Dzielnicy Pruskiej w Poznaniu. Decyzją ministra dnia 7 sierpnia 1920 r. objął funkcję naczelnika Wydziału Wyznań Katolickich tejże sekcji. Wobec zbliżającej się likwidacji ministerstwa z dniem 20 lutego 1922 r. został w randze „urzędnika V stopnia służbowego” przeniesiony do Ministerstwa Wyznań Religijnych i Oświecenia Publicznego. W 1922 roku był członkiem delegacji polskiej na tzw. rokowania drezdeńskie dotyczące finansowych, prawnych i gospodarczych kwestii związanych z likwidacją majątku niemieckiego na terenie dawnego zaboru pruskiego. Począwszy od 1 lutego 1925 r. pełnił funkcję wizytatora w Kuratorium Okręgu Szkolnego Poznańskiego, najpóźniej od 1926 roku w randze radcy Kuratorium. Na początku 1927 roku z nominacji prymasa Augusta Hlonda został delegatem Kurii Arcybiskupiej do Rady Szkolnej Okręgowej Poznańskiej, początkowo na trzyletnią kadencję. W 1929 roku „za zasługi na polu pracy narodowej, społecznej i oświatowej” został odznaczony przez Prezydenta RP Złotym Krzyżem Zasługi.
Z dniem 31 stycznia 1927 r. został radcą w Kancelarii Arcybiskupiej w Poznaniu, zaś w latach 1928–1932 był radcą Kancelarii Prymasa Polski. W związku z przeniesieniem referatu szkolnego z prymasowskiej Kancelarii Przybocznej do poszczególnych kurii metropolitalnych, od 1 lutego 1932 r. pełnił funkcję referenta szkolnego poznańskiej Kurii Arcybiskupiej (do 1939 roku), zachowując dotychczasowe stanowisko wizytatora lekcji religii w szkołach archidiecezji poznańskiej. W 1932 roku został powołany do nowo ustanowionej Państwowej Rady Oświecenia Publicznego przy Ministrze Wyznań Religijnych i Oświecenia Publicznego. W tym samym czasie otrzymał nominację na spowiednika alumnów w Seminarium Duchownego w Poznaniu. Był członkiem nauczycielskiej komisji dyscyplinarnej. Ponadto był promotorem sprawiedliwości Sądu Duchowego Metropolii Poznańskiej (od 23 stycznia 1935 r.), cenzorem książek o tematyce religijnej, członkiem Naczelnej Rady Krajowej Związku Misyjnego Kleru, Papieskiego Dzieła Rozkrzewiana Wiary.
Aktywnie działał też w organizacjach świeckich: Lidze Obrony Powietrznej Państwa (członek zarządu), Lidze Morskiej, Polskim Czerwonym Krzyżu (protektorat nad Komitetem Kół Młodzieży), Towarzystwie Krajoznawczym w Poznaniu (sekretarz), poznańskim oddziale Polskiego Związku Filologicznego (w 1920 roku członek zarządu). Najbardziej zasłużył się jednak jako wieloletni sekretarz generalny Towarzystwa Pomocy Naukowej im. Karola Marcinkowskiego.
Był autorem zarówno prac naukowych, jak i dydaktycznych, katechetycznych. W 1912 roku opublikował pracę pt. „Ein Jahrhundert aus der Reformationsgeschichte Posens” (Sto lat reformacji w Prowincji Poznańskiej). W 1925 roku w Przeglądzie Teologicznym ogłosił rozprawę „Sekularyzacja klasztorów w Wielkopolsce przez rząd pruski”, a w 1934 roku w Kronice Miasta Poznania ukazał się artykuł „Sekularyzacja klasztoru OO. Bernardynów w Poznaniu: wspomnienia w setną rocznicę”. Wydał przeznaczony dla nauczycieli „Pamiętnik kursu katechetycznego, który odbył się w Poznaniu w czerwcu 1929 r.”, publikował dalsze artykuły o tematyce katechetycznej. Wraz z ks. Zygmuntem Baranowskim był współautorem opublikowanych w 1936 i 1937 roku, a później wielokrotnie wznawianych podręczników do nauki religii pt. „Życie religijne” (dla klasy III i IV szkół powszechnych) oraz „Obrzędy święte”  (dla klasy I gimnazjalnej) – podręczniki te zostały zatwierdzone jako obowiązujące decyzją Ministra Wyznań Religijnych i Oświecenia Publicznego.

### II wojna światowa
Po agresji III Rzeszy na Polskę ukrywał się w Poznaniu, poszukiwany przez Gestapo. Przebywał wówczas m.in. w domu Sióstr Miłosierdzia przy ul. Szymańskiego 6 i w prywatnym mieszkaniu przy ul. Kościelnej. Ostatecznie został zatrzymany 30 listopada 1944 r.. Przetrzymywany był w poznańskim Domu Żołnierza, skąd  29 grudnia 1944 r., wobec odmowy wpisu na niemiecką listę narodowościową, został przeniesiony do wychowawczego obozu pracy w Żabikowie. Otrzymał wówczas numer obozowy 21153. W Żabikowie pełnił tajną posługę kapłańską w sektorze politycznym mężczyzn. Na kilka dni przed likwidacją obozu, 17 stycznia 1945 r., został zwolniony dzięki wstawiennictwu krewnej Kunegundy Noryśkiewicz, która zgłosiła się w jego miejsce.

### W Polsce Ludowej
Po wojnie pozostał w Poznaniu. Bezpośrednio po zakończeniu działań wojennych w imieniu dawnego zarządu Towarzystwa Pomocy Naukowej podejmował kroki zmierzające do oceny jego stanu majątkowego. Towarzystwa ostatecznie nie zdołano reaktywować z uwagi na utratę przedwojennego statutu. W 1946 roku został członkiem komitetu organizacyjnego Komitetu Uczczenia Pamięci Karola Marcinkowskiego w 100. rocznicę jego śmierci. Krótko uczył też w prywatnym gimnazjum administracyjnym przy Placu Wolności. Jeszcze w 1945 roku wraz z ks. Zygmuntem Baranowskim oraz ks. Sewerynem Kowalskim wydał „Nowy katechizm diecezjalny”.
Mimo podeszłego wieku już 8 lutego 1945 r. objął probostwo w zniszczonym kilka tygodni wcześniej kościele św. Marcina; był inicjatorem jego odbudowy. Tuż po wojnie przystąpił do usuwania szkód wojennych w znajdującym się na terenie parafii św. Marcina dawnym kościele ewangelickim pw. św. Pawła. Naprawiono wówczas dach i wieżę, dostosowano wnętrze świątyni protestanckiej do potrzeb kultu katolickiego. Dnia 8 maja 1946 r. ks. Noryśkiewicz otrzymał od abp. Walentego Dymka tytuł honorowego kanonika kapituły metropolitalnej. 1 sierpnia 1950 został administratorem, a 17 marca 1951 r. pierwszym proboszczem nowo wyodrębnionej parafii Najświętszego Zbawiciela urządzonej w dawnym kościele ewangelickim, o którego przekazanie Kościołowi katolickiemu osobiście zabiegał.
We wspomnieniach bp. Bogdana Sikorskiego jawi się jako intelektualista o rozległej, encyklopedycznej wiedzy, osoba spokojna, konkretna, powściągliwa. Posądzano go niekiedy o wyniosłość i nieprzystępność, do czego miały się przyczyniać także zawsze wyprostowana sylwetka, poważne usposobienie i surowe rysy twarzy.

### Śmierć
Zmarł 15 grudnia 1961 r., kilka miesięcy po obchodach diamentowego jubileuszu  kapłaństwa (60 lat). Został pochowany na Cmentarzu Górczyńskim w Poznaniu, w centralnej kwaterze IV K. W uroczystościach pogrzebowych udział wzięli metropolita poznański abp. Antoni Baraniak oraz biskupi pomocniczy Tadeusz Etter i Franciszek Jedwabski.